# Forest Rights Act
Le Scheduled Tribes and Other Traditional Forest Dwellers Forest Rights Act (littéralement depuis l'anglais loi sur la protection des tribus traditionnelles et autres habitants des forêts) ou Tribal Bill est une loi édictée par le gouvernement indien visant à reconnaître des droits à certaines minorités rurales sur les zones protégées qu'ils habitent. La loi a été notifiée près d'un an après son adoption et elle est applicable depuis le 1er janvier 2008. C'est le Ministère des affaires tribales qui a établi les procédures d'application de la loi.

## Loi controversée
Les partisans désiraient que cette loi remédie à l'« injustice historique » commis contre les habitants des forêts, tout en prenant des dispositions pour une conservation des territoires plus efficace et plus transparente, tandis que les opposants craignaient de voir par cette loi les efforts de conservation anéantis par exemple parce qu'il sera impossible de créer des « espaces inviolables », ou des zones exemptes de présence humaine, à fin de conservation de la faune. Cette loi été soutenue par d'importantes manifestations nationales comptant des centaines de milliers de personnes. La controverse a été vive, des spots TV contre la loi ont même été diffusés, des rumeurs faisait croire à certains que des terres allaient être distribuées...

## Droits
Quatre grands types de droits sont accordés :
1. Title rights c'est-à-dire droit de propriété sur les terres réellement exploitées par les tribus ou les habitants des forêts au 13 décembre 2005, sous réserve d'un maximum de 4 hectares[5].
2. Use rights c'est_à-dire un droits d'utilisation des produits forestiers mineurs, droit de pâturage, droit de passage, glanage, etc[5];
3. Relief and development rights c'est-à-dire droits au relogement en cas d'expulsion illégale ou de déplacement forcé[5] et droits aux commodités de base, soumise à restrictions pour la protection des forêts[6];
4. Forest management rights c'est-à-dire droit à la protection des forêts et à la vie sauvage[7].